# Such Sweet Thunder
Such Sweet Thunder è un album discografico del musicista e compositore jazz Duke Ellington, pubblicato nel 1957 dalla Columbia Records. Si tratta di una suite in dodici parti basata sulle opere di William Shakespeare.

## Tracce
1. Such Sweet Thunder (Ellington, Strayhorn) - 3:22
2. Sonnet for Caesar (Ellington, Strayhorn) - 3:00
3. Sonnet to Hank Cinq (Ellington, Strayhorn) - 1:24
4. Lady Mac (Ellington, Strayhorn) - 3:41
5. Sonnet in Search of a Moor (Ellington, Strayhorn) - 2:22
6. The Telecasters (Ellington, Strayhorn) - 3:05
7. Up and Down, Up and Down (I Will Lead Them Up and Down) (Ellington, Strayhorn) - 3:09
8. Sonnet for Sister Kate (Ellington, Strayhorn) - 2:24
9. The Star-Crossed Lovers (Ellington, Strayhorn) - 4:00
10. Madness in Great Ones (Ellington, Strayhorn) - 3:26
11. Half the Fun (conosciuta anche con il titolo Lately) (Ellington, Strayhorn) - 4:19
12. Circle of Fourths (Ellington, Strayhorn) - 1:45

### Bonus track CD
1. The Star-Crossed Lovers (conosciuta anche con il titolo Pretty Girl) (Ellington, Strayhorn) - 4:15
2. Circle of Fourths (Ellington, Strayhorn) - 1:47
3. Suburban Beauty (Ellington) - 2:56
4. A-Flat Minor (Ellington) - 2:33
5. Café au Lait (Ellington, Strayhorn) - 2:49
6. Half the Fun [Alternate take] (Ellington, Strayhorn) - 4:08
7. Suburban Beauty [Alternate take] (Ellington) - 2:56
8. A-Flat Minor [Outtake] (Ellington) - 3:49
9. Café au Lait (conosciuta anche con il titolo Star-Crossed Lovers) [Outtake] (Ellington, Strayhorn) - 6:21
10. Pretty Girl (Ellington, Strayhorn) - 8:54

- In tutte le versioni su LP dell'album e nella versione CD della Columbia distribuita in Francia (CD #COL 469140 2), è presente una take differente del brano Up and Down, Up and Down (I Will Lead Them Up and Down). In questa versione originale, la traccia è chiusa dalla tromba di Clark Terry sulle note di Lord, what fools these mortals be.

## Crediti

### Musicisti
- Jimmy Hamilton - Clarinetto, Sax Tenore
- Johnny Hodges - Sax Alto
- Russell Procope - Clarinetto, Sax Alto
- Paul Gonsalves - Sax Tenore
- Harry Carney - Clarinetto Basso, Sax Baritono
- Cat Anderson - Tromba
- Clark Terry - Tromba
- Ray Nance - Tromba, Violino
- Willie Cook - Tromba
- Quentin Jackson - Trombone
- John Sanders - Trombone
- Britt Woodman - Trombone
- Jimmy Woode - Contrabbasso
- Sam Woodyard - Batteria
- Billy Strayhorn - Orchestrazione

### Produzione
- Irving Townsend - Note interne, Produzione
- Phil Schaap - Note interne, Produzione riedizione, Rimasterizzazione
- Steven Berkowitz - A&R
- Darren Salmieri - A&R
- Mark Wilder - Rimasterizzazione digitale
- Howard Fritzson - Direzione artistica
- Don Hunstein - Fotografie
- Randall Martin - Design
- Juliana Myrick - Package Manager

## Critica
NPR ha incluso l'album nella propria "Basic Jazz Record Library". L'autorevole The Penguin Guide to Jazz assegna al disco una valutazione di 4 stellette (su un massimo di 4). Il sito web AllMusic valuta l'opera con un voto di 4.5 su un massimo di 5.